# 詹家豪 (1985年)
詹家豪（1985年2月14日—）是臺灣男子田徑運動員，在2015年3月獲選為世界警察和消防員運動會田徑自費參賽選手。2015年7月，詹家豪在世界警察和消防員運動會摘下田徑100公尺短跑金牌、4×100公尺接力銀牌及4×400公尺接力銅牌。

## 國際大型運動賽會
| 年   | 賽事                   | 舉辦城市                   | 名次  | 項目                   | 記錄       |
| ---- | ---------------------- | -------------------------- | ----- | ---------------------- | ---------- |
| 2015 | 世界警察和消防員運動會 | 美国維吉尼亞州費爾法克斯郡 | 第5名 | 跳高（30-34）          | 1.55公尺   |
| 2015 | 世界警察和消防員運動會 | 美国維吉尼亞州費爾法克斯郡 | 金牌  | 100公尺（30-34）       | 11.56秒    |
| 2015 | 世界警察和消防員運動會 | 美国維吉尼亞州費爾法克斯郡 | 第6名 | 400公尺跨欄（30-34）   | 1分16.64秒 |
| 2015 | 世界警察和消防員運動會 | 美国維吉尼亞州費爾法克斯郡 | 銀牌  | 4×100公尺接力（18-29） |            |
| 2015 | 世界警察和消防員運動會 | 美国維吉尼亞州費爾法克斯郡 | 銅牌  | 4×400公尺接力（18-29） |            |
| 2017 | 世界警察和消防員運動會 | 美国加利福尼亞州洛杉磯郡   | 銅牌  | 跳高（30-34）          | 1.65公尺   |
| 2017 | 世界警察和消防員運動會 | 美国加利福尼亞州洛杉磯郡   | 銀牌  | 100公尺（30-34）       | 11.39秒    |
| 2017 | 世界警察和消防員運動會 | 美国加利福尼亞州洛杉磯郡   | 第6名 | 200公尺（30-34）       | 37.96秒    |

## 外部連結
- . wpfg2017.fusesport.com. California Police Athletic Federation. 2017年8月 （英语）.